# 南9線駅
南9線駅（みなみきゅうせんえき）は、かつて北海道石狩郡石狩町（現在の石狩市花川北）にあった軽石軌道の駅（廃駅）である。

## 歴史
- 1922年（大正11年）10月28日 - 軽石軌道軽川 - 花畔間開業に伴い当駅が開業。
- 1937年（昭和12年）9月 - 軽石軌道の運行休止により当駅の営業を休止。
- 1940年（昭和15年）10月23日 - 軽石軌道廃止により廃駅。

## 駅構造
駅舎はなかった。

## 駅周辺
当駅は現在の石狩手稲通の花畔と花川北2条1丁目の境界線上に存在していた。
- 北海道道44号石狩手稲線（石狩手稲通）
- 福移堤内排水路
- 北海道星置養護学校石狩紅葉山校舎
- 紅葉山公園
- 石狩郵便局
- 石狩病院
- 花川北遮断緑地
- 石狩北部地区消防事務組合消防本部

## 隣の駅
軽石軌道
軽石軌道線
南7線駅 - 南9線駅 - 花畔駅